# Фамаликан (футбольный клуб)
Футбольный клуб «Фамаликан» (порт. Futebol Clube de Famalicão) — португальский футбольный клуб из города Вила-Нова-ди-Фамаликан. Основан 21 августа 1931 года. Выступает в Примейре, высшем дивизионе в системе футбольных лиг Португалии.
С 1952 года клуб проводит свои домашние матчи на «Муниципальном стадионе 22 июня», который вмещает более 5 тысяч зрителей.

## История
21 августа 1931 года шесть друзей (Жозе Алвес Мариньо, Флориано Портела, Хильдебрандо Портела, Луис Пинто, Хоаким Мескита младший и Верджилио Пинту де Азеведо) основали футбольный клуб «Фамаликан». Команда выступала в бело-зелёной форме. В 1938 году клуб изменил основные цвета формы на бело-синие.
В сезоне 1945/46 «Фамаликан» дошёл до полуфинала Кубка Португалии. В сезоне 1946/47 клуб впервые вышел в высший дивизион чемпионата Португалии. Впоследствии команда выступала в высшем португальском дивизионе в сезонах 1978/79, 1990/91, 1991/92, 1992/93 и 1993/94.
В июне 2018 года 51 % акций клуба был куплен израильским холдингом Quantum Pacific Group, которому также принадлежит 33 % акций испанского клуба «Атлетико Мадрид».
В сезоне 2019/20 команда выступает в высшем дивизионе.

## Форма

### Домашняя
| 2019/20 | 2020/21 | 2021/22 | 2023/24 | 2024/25 |

### Гостевая
| 2019/20 | 2020/21 | 2021/22 | 2023/24 | 2024/25 |

### Резервная
| 2019/20 | 2020/21 | 2021/22 | 2023/24 |

Источники:,